# Gleichenia lobata
Gleichenia lobata là một loài dương xỉ trong họ Gleicheniaceae. Loài này được S.L.Thrower mô tả khoa học đầu tiên năm 1963.
Danh pháp khoa học của loài này chưa được làm sáng tỏ. 